# ماوريتسيو ميشيلي
ماوريتسيو ميشيلي (بالإيطالية: Maurizio Micheli)‏ هو كاتب سيناريو وممثل إيطالي، ولد في 3 فبراير 1947 بليفورنو في إيطاليا. من الجوائز التي نالها وسام استحقاق الجمهورية الإيطالية.

## أعمال

### أفلام
- (2016) اذهب هنا؟

## جوائز
- وسام استحقاق الجمهورية الإيطالية

## وصلات خارجية
- ماوريتسيو ميشيلي على موقع IMDb (الإنجليزية)
- ماوريتسيو ميشيلي على موقع ألو سيني (الفرنسية)
- ماوريتسيو ميشيلي على موقع أول موفي (الإنجليزية)
- ماوريتسيو ميشيلي على موقع قاعدة بيانات الأفلام السويدية (السويدية)
- ماوريتسيو ميشيلي على موقع ديسكوغز (الإنجليزية)
- ماوريتسيو ميشيلي على موقع قاعدة بيانات الفيلم (الإنجليزية)
- ماوريتسيو ميشيلي على موقع كينوبويسك (الروسية)